# Wynn Stewart
Winford Lindsey Stewart, född 7 juni 1934, död 17 juli 1985, var en amerikansk countrysångare och låtskrivare och en av föregångarna inom Bakersfield Sound. Stewart fick aldrig något större genombrott på listorna men han var en stor inspirationskälla för musiker som Buck Owens och Merle Haggard. Sin största framgång hade han med låten "It's Such a Pretty World Today" från 1967.

## Diskografi (urval)
Album
- 1962 – Wynn Stewart
- 1965 – The Songs of Wynn Stewart
- 1967 – Above & Beyond the Call of Love
- 1967 – It's Such a Pretty World Today
- 1968 – Love's Gonna Happen to Me
- 1968 – Something Pretty
- 1968 – In Love
- 1969 – Let the Whole World Sing it With Me
- 1969 – Yours Forever
- 1970 – You Don't Care What Happens to Me
- 1970 – It's a Beautiful Day
- 1971 – Baby, It's Yours
- 1976 – After the Storm

Singlar (topp 50 på Billboard Hot Country Songs)
- 1956 – "Waltz of the Angels" (#14)
- 1960 – "Wishful Thinking" (#5)
- 1960 – "Wrong Company" (med Jan Howard)
- 1961 – "Big, Big Love" (#18)
- 1962 – "Another Day, Another Dollar" (#27)
- 1964 – "Half of This, Half of That" (#30)
- 1965 – "I Keep Forgettin' That I Forgot About You" (#43)
- 1967 – "It's Such a Pretty World Today" (#1)
- 1967 – "Cause I Have You" (#9)
- 1968 – "Love's Gonna Happen to Me" (#7)
- 1968 – "Something Pretty" (#10)
- 1968 – "In Love" (#16)
- 1969 – "Strings" (#29)
- 1969 – "World Wide Travelin' Man" (#19)
- 1969 – "Yours Forever" (#47)
- 1970 – "It's a Beautiful Day" (#13)
- 1971 – "Heavenly" (#32)
- 1972 – "Paint Me a Rainbow" (#49)
- 1976 – "After the Storm" (#8)
- 1977 – "Sing a Sad Song" (#19)
- 1979 – "Eyes as Big as Dallas" (#37)